# Se ti mordo... sei mio
Se ti mordo... sei mio (Once Bitten) è una commedia horror del 1985, diretta da Howard Storm.
Si tratta del primo film interpretato da Jim Carrey come protagonista.

## Trama
Il film è la storia di Mark Kendall, un innocente ed ingenuo studente di Los Angeles che viene sedotto da una contessa, che si rivelerà essere una vampira di diverse centinaia di anni.